# Aimone af Savoyen-Aosta (født 1967)
Prins Aimone af Savoyen, hertug af Aosta (født 13. oktober 1967) er tronprætendent til den omstridte italienske trone som medlem af huset Savoyen. I juli 2006 antog hans far titlen hertug af Savoyen og overhoved for det kongelige hus. Siden juli 2006 har prins Aimone uofficielt anvendt titlen hertug af Aosta. Tidligere var han kendt under titlen hertug af Apulien, der er den traditionelle titel for hertugen af Aostas ældste søn.

## Familie
Prins Aimone er det andet barn og den eneste søn af prins Amedeo af Savoyen, hertug af Aosta og prinsesse Claude af Orléans.
I september 2008 giftede prins Aimone sig med prinsesse Olga af Grækenland. Parret har tre børn:
1. Umberto af Savoyen-Aosta, prins af Piedmont (født 7. marts 2009)
2. Amedeo af Savoyen-Aosta, hertug af Abruzzi (24. maj 2011)
3. Isabella af Savoyen-Aosta (født 14. december 2012)